# مرتسيغ
مرتسيغ (بالألمانية: Merzig) هي مدينة و بلدة ألمانية تقع في ألمانيا في سارلاند. يقدر عدد سكانها بـ 30,885 نسمة .

## المدن التوأمة
مدن سان ميدار أون جال و لوكاو (نيدرلاوسزيتز) هي مدن توأمة لـمرتسيغ.

## أعلام
- فرانتس يوزيف رودر
- مايكل مورغان
- بنيامين بيكر
- كيفن تراب